# Hypenopsis
Hypenopsis is een geslacht van vlinders van de familie spinneruilen (Erebidae), uit de onderfamilie Hypeninae.

## Soorten
- H. dioda Hampson
- H. dubia Schaus, 1913
- H. flualis Schaus, 1916
- H. franclemonti Ferguson, 1954
- H. insciens Dognin, 1914
- H. macula Druce, 1891
- H. modesta Schaus, 1913
- H. musalis Schaus, 1916
- H. palustris Ferguson, 1954
- H. sombrus Ferguson, 1954